# Сев, Жан-Мишель
Жан-Мишель Сев (фр. Jean-Michel Saive; 17 ноября 1969, Льеж, Бельгия) — бельгийский спортсмен, игрок в настольный теннис. Двукратный серебряный призёр чемпионатов мира по настольному теннису, призёр кубка мира 1994 года, многократный призёр чемпионатов Европы. Вместе с Йоргеном Перссоном и Зораном Приморацом является рекордсменом среди теннисистов по количеству участий в летних Олимпийских играх (по 7 раз).

## Биография

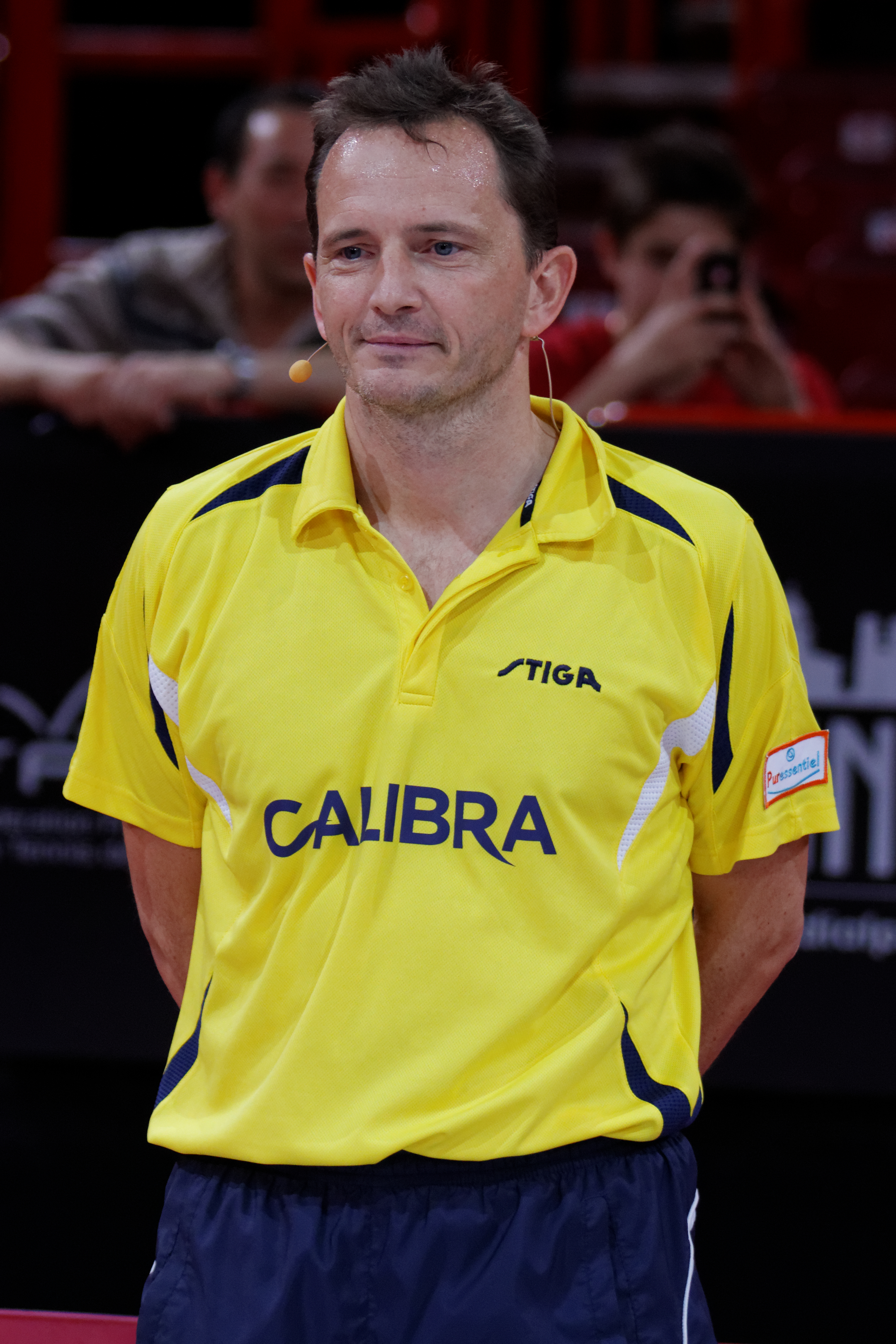
Чемпионат мира по настольному теннису 2013 года, выставочный матч между Жан-Филиппом Гасьеном и Жан-Мишелем Севом.

Настольным теннисом Жан-Мишель начал заниматься в 9 лет вместе со своим братом Филиппом. Уже в 13 лет вошёл в состав сборной Бельгии по настольному теннису. В 1983 году Жан-Мишель впервые принял участие в чемпионате мира. Ни в одном из разрядов он не смог пройти квалификацию. Всего на счету Сева уже 20 участий в чемпионатах мира. С 1985 года Сев непрерывно является лучшим бельгийским теннисистом. В 1988 году на летних Олимпийских играх в Сеуле впервые в программу игр были включены соревнования по настольному теннису. На групповом этапе 18-летний бельгиец занял 4-е место из 8-ми участников и не смог пройти в следующий раунд. В 1990 году Сев впервые принял участие в турнире лучших европейских теннисистов Евро-Топ12. С того момента бельгиец 20 раз подряд принял участие в этом турнире и только в 2010 году эта серия прервалась. В 1990 году Жан-Мишель завоевал свою первую медаль на чемпионате Европы. В миксте он стал серебряным призёром, а в 1992 году выиграл континентальное первенстве уже в одиночном разряде.
В 1992 году на летних Олимпийских играх в Барселоне Жан-Мишель Сев принял участие и в одиночном и в парном разряде. В личном первенстве бельгийский спортсмен выиграв все три матча группового турнира вышел в раунд плей-офф, но уже в первом матче уступил австрийцу И Дин. В парном разряде Жан-Мишель выступил вместе с братом Филиппом. В групповом этапе бельгийская пара один раз выиграла и один раз уступила. Этот результат не позволил им пройти в следующий раунд. Начиная с 1993 года у Жан-Мишеля наступила полоса удач, когда за 2 года было завоёвано серебро чемпионата мира, серебро кубка мира, а также золото и серебро на чемпионате Европы в Бирмингеме и победа на турнире Евро-Топ12. Все эти успехи позволили бельгийцу 9 февраля 1994 года стать первым номером мирового рейтинга. На вершине рейтинга он смог продержаться 17 месяцев.
Летние Олимпийские игры 1996 года на данный момент являются самыми успешными в карьере Жан-Мишеля Сева. Сначала бельгиец успешно преодолел групповой этап, одержав три победы. В первом раунде был обыгран извечный соперник Зоран Приморац. Но в четвертьфинале Сев уступил чеху Петру Корбелу и занял 5-е место. После Олимпийских игр результаты у Жан-Мишеля пошли на спад и за следующие три года он смог завоевать медали только нескольких этапов Про-тура.
В 2000 году на своих четвёртых летних Олимпийских играх Жан-Мишель Сев вновь принял участие и в одиночном и в парном разряде. В личном первенстве, благодаря высокому рейтингу бельгиец получил право начать борьбу уже со стадии плей-офф, где в первом же раунде удалось взять реванш у Корбела, но уже во втором раунде Сев уступил шведу Ян-Уве Вальднеру. В парном разряде Жан-Мишель вместе с Филиппом вновь не смогли выйти из группы, уступив дорогу японской паре. В 2001 году Сев завоевал свою вторую медаль мировых первенств. В командном турнире на чемпионате в Осаке Сев в составе сборной Бельгии стал серебряным призёром.
Летние Олимпийские игры 2004 года сложились для Жан-Мишеля неудачно. В первом же своём матче в одиночном разряде бельгиец уступил спортсмену из Доминиканской республики Луису Линь. Последней медалью на крупных международных соревнованиях для Сева стала серебряная медаль в одиночном разряде на чемпионате Европы 2005 года в датском Орхусе.
Квалификация на свои шестые летние Олимпийские игры сложилась для Сева очень непросто. Первыми на игры в Пекин отбирались 20 лучших спортсменов по рейтингу международной федерации настольного тенниса. На момент определения 20-ти квалифицированных Сев делил двадцатое место, вместе со шведом Йоргеном Перссоном. Однако, в том же месяце была введена новая система определения рейтинга с десятичными баллами и согласно её бельгиец оставался 21-м, уступая Перссону 0,5 балла. Сев обжаловал это решение федерации в международном спортивном арбитражном суде, но решение оказалось не в его пользу. Тем не менее на игры Жан-Мишель Сев смог отобраться, заняв 3-е место на предолимпийском квалификационном турнире в Будапеште. На самих играх Сев не смог показать свой лучший теннис и выбыл во втором раунде, уступив нигерийскому спортсмену Сегуну Ториоле.
16 мая 2011 года были объявлены имена 28 спортсменов, которые согласно рейтингу ITTF получили олимпийские лицензии на летние Олимпийские игры 2012 года. Жан-Мишель Сев стал 22-м в этом списке и получил право принять участие в Играх. Для бельгийского спортсмена эти игры стали 7-ми в его карьере. Такой же рекордный результат показали швед Йорген Перссон и хорват Зоран Приморац, которые также смогли выступить в Лондоне. Только три этих спортсмена приняли участие во всех Олимпийских играх, начиная с 1988 года, когда впервые в программу соревнований был включен настольный теннис. Сами же соревнования для бельгийца сложились не самым удачным образом. В первом раунде Жан-Мишелю удалось победить серба Марко Йевтовича, но уже во втором раунде Сев уступил в пяти партиях опытному греку Калиникосу Креанге.
На чемпионате мира 2015 года 45-летний Сев в одиночном разряде уже в первом круге проиграл в пяти партиях Гао Нину из Сингапура.
В 2017 году выдвинул свою кандидатуру на должность президента Международной федерации настольного тенниса.

## Достижения

### Игровые
Одиночный разряд
- Серебряный призёр чемпионата мира: 1993;
- Серебряный призёр кубка мира: 1994;
- Чемпион Европы: 1994;
- Серебряный призёр чемпионата Европы: 1992, 2005;
- Победитель 3 турниров Про-Тура ITTF;
- Победитель «Евро-Топ12» (1994);
- Чемпион Европы среди кадетов: 1984;
- Многократный чемпион Бельгии.

Парный разряд
- Серебряный призёр чемпионата Европы: 1994;
- Победитель 2 турниров Про-Тура ITTF;

Микст
- Серебряный призёр чемпионата Европы: 1990;

Командный турнир
- Серебряный призёр чемпионата мира: 2001 (в составе сборной Бельгии);
- 5-кратный победитель Лиги чемпионов: 2001, 2002, 2003, 2004, 2007 (в составе бельгийского клуба Royal Villette Charleroi);
- 2-кратный победитель европейской суперлиги: 1994, 1995 (в составе сборной Бельгии);

### Личные
- Приз честной игры «Fair Play» ЮНЕСКО (1989)
- Спортсмен года в Бельгии (1991, 1994)

## Личная жизнь
Жан-Мишель Сев родился в теннисной семье. Отец Жан-Поль входил в десятку лучших настольных теннисистов Бельгии, а мать Жанин была чемпионкой Бельгии по настольному теннису. Младший брат Филипп участник трёх летних Олимпийских игр (1992—2000). В 1992 и 2000 годах братья Сев выступали на Олимпийских играх вместе в парном разряде.

## Интересные факты
- Перед летними Олимпийскими играми 2004 года был включён в список из тридцати двух кандидатов на вхождение в комиссию атлетов международного олимпийского комитета.[4] Но по результатам голосования он не смог попасть в число четырёх спортсменов.[5]
- В 2004 году вместе с братом издал книгу «Уловки, хитрости и анекдоты настольного тенниса»[6].
- В июне 2009 года вошёл в бельгийский олимпийский комитет, а в сентябре вошёл в комиссию спортсменов Европейского олимпийского комитета[7].
- Дважды являлся знаменосцем сборной Бельгии на церемонии открытия Олимпийских игр (1996, 2004).